# Asiáticos

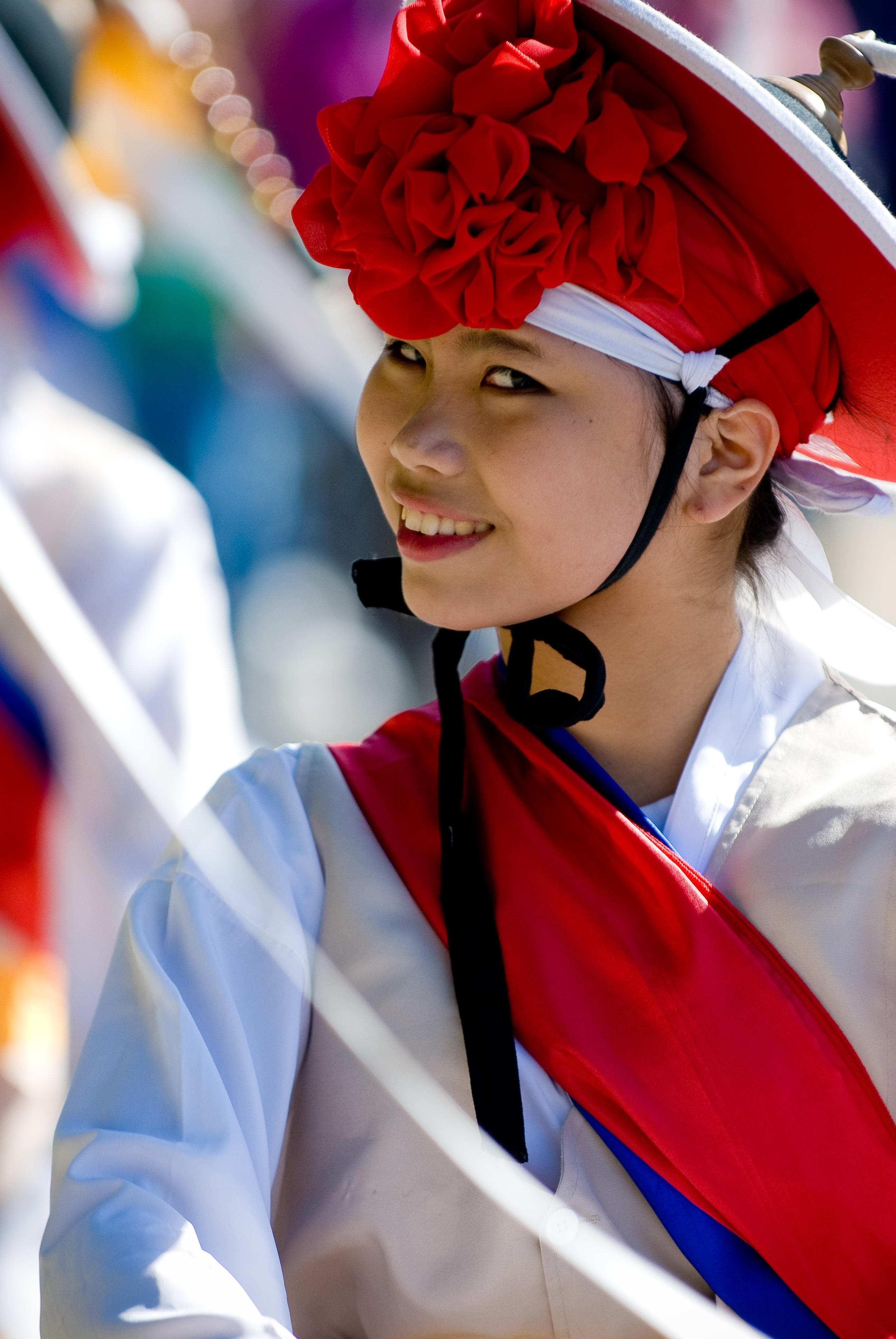
Uma dançarina asiática no Desfile do Festival de Outono de Yongsan, em Seul, em 2008.

Um asiático é uma pessoa originária da Ásia.
O adjetivo asiático designa, em sentido amplo, tudo o que se relaciona com a Ásia: na linguagem comum, quando se refere a pessoas, é contudo utilizado principalmente para designar populações com características físicas do Leste Asiático, do Sudeste Asiático e de certas regiões da Ásia Central, por abuso de linguagem. Pessoas de outras partes da Ásia, como o Oriente Médio ou o subcontinente indiano, raramente são chamadas de asiáticas, embora também o sejam.

## Definição, sinônimos e usos

### Processo de racialização das populações asiáticas

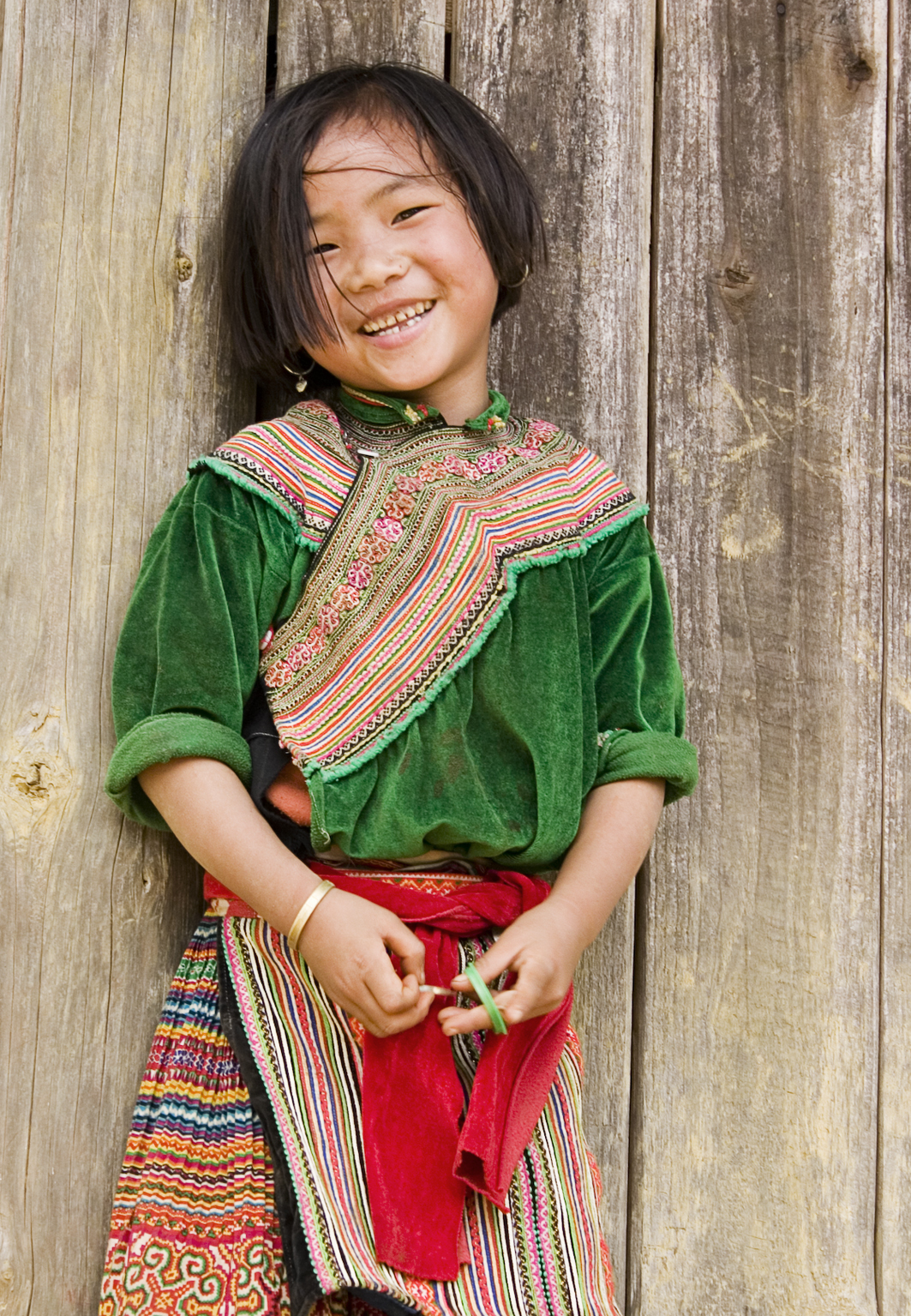
Menina asiática sorrindo, Vietnã.

Em meados do século XVIII, vários cientistas europeus dividiram a humanidade em várias raças. O naturalista Georges-Louis Leclerc de Buffon foi um dos primeiros a classificar a humanidade em seis raças: a "raça polar", a "raça tártara", a "raça asiática austral", a "raça européia", a "raça negra" e a "raça australiana". A sua classificação, que se pretende basear em critérios biológicos, reflete na verdade uma visão etnocêntrica ocidental em que quanto mais bela for percebida uma raça, mais civilizada ela seria. Assim, Buffon acredita que dentro da raça tártara, certas populações são mais ou menos "degeneradas" em comparação com o que ele considera o modelo ideal. Carl von Linnaeus, zoólogo e botânico sueco, dividiu a humanidade em quatro grupos humanos com base na cor da pele: para ele, os europeus são brancos, os africanos são negros, os ameríndios são vermelhos e os asiáticos são amarelos. Por volta de 1780, o antropólogo alemão Johann Friedrich Blumenbach estabeleceu outra classificação, acrescentando outros critérios como o tamanho do crânio para distinguir as raças: Caucasiano, mongol, etíope, americano e malaio. Para ele, os povos tártaros são europeus enquanto os mongóis são asiáticos. A raça malaia de Blumenbach, que ele também chama de "raça marrom", abrange uma grande parte do Sul da Ásia, Leste Asiático e também da Oceânia. Todas essas classificações concebem a "raça branca" como sendo superior às outras. A "raça marrom", na visão de Blumenbach, insere-se assim entre os brancos julgados bonitos e os mongóis julgados feios, como uma espécie de "tampão" intermediário. Tais classificações servem às políticas de colonização levadas a cabo pelas potências europeias em todo o mundo.

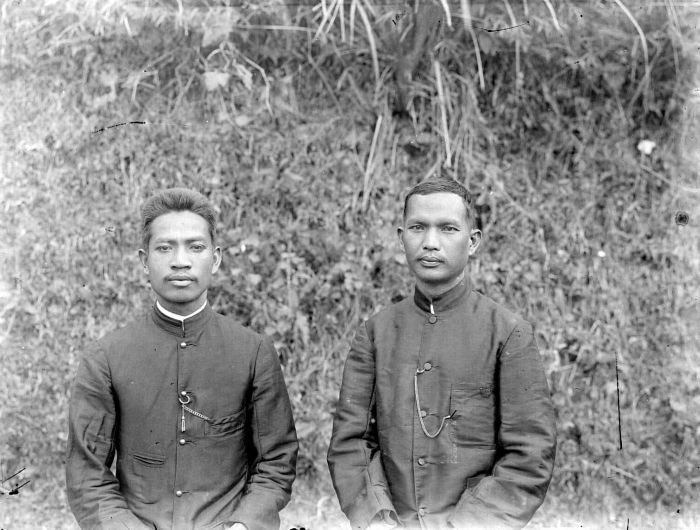
Homens da etnia batak nas Índias Orientais Holandesas, atual Indonésia.

No século XX, em 1933, o antropólogo francês George Montandon usou critérios antropométricos para dividir a humanidade em cinco raças principais diferentes, que foram divididas em vinte raças. Entre eles, encontramos a "raça oriental" ou "semítica", a "raça pré-asiática" ou "média-oriental", e a "raça asiática".
Os termos "raça amarela", "população de cor amarela", ou simplesmente "Amarelos", às vezes são usados para descrever essas populações. O uso desta terminologia foi particularmente comum na Europa do século XIX, dependendo da classificação dos povos humanos segundo um dos critérios aparentes ou segundo a teoria racialista, cuja relevância é hoje fortemente contestada do ponto de vista científico.
O uso do termo Amarelos, diferentemente do caso de Brancos ou Negros, caiu em certa obsolescência a partir da segunda metade do século XX. Estas expressões foram substituídas pelo uso do termo asiáticos, usado de forma muito restritiva para designar todas as populações com "pele amarela". O inglês usa o termo mais preciso Asiáticos-Orientais (em inglês:  East Asians).
A expressão xantoderma, do grego xanthos ("loiro") e derma ("pele"), pode ocasionalmente ser usado.

### Características
De acordo com os critérios atuais, os indivíduos desses povos apresentam cores de pele claras e comparáveis às dos indivíduos brancos ou acobreadas; o cabelo é preto e liso e os olhos são amendoados na cor preta ou marrom, com uma pálpebra com dobra epicântica, muitas vezes chamados de ""flangeada". Seus genes são dominantes e recessivos.
Tons de cor da pele vêm da melanina, e a pele asiática tem a especificidade de possuir uma mistura heterogênea dos dois tipos de melanina: feomelanina (conhecida como "melanina vermelha" presente no tipo de pele branca) e eumelanina (chamada "melanina negra" presente no tipo de pele negra). A variação na proporção de cada tipo de melanina explica porque a pele asiática pode ser mais ou menos escura em diversas regiões da Ásia.

## Galeria

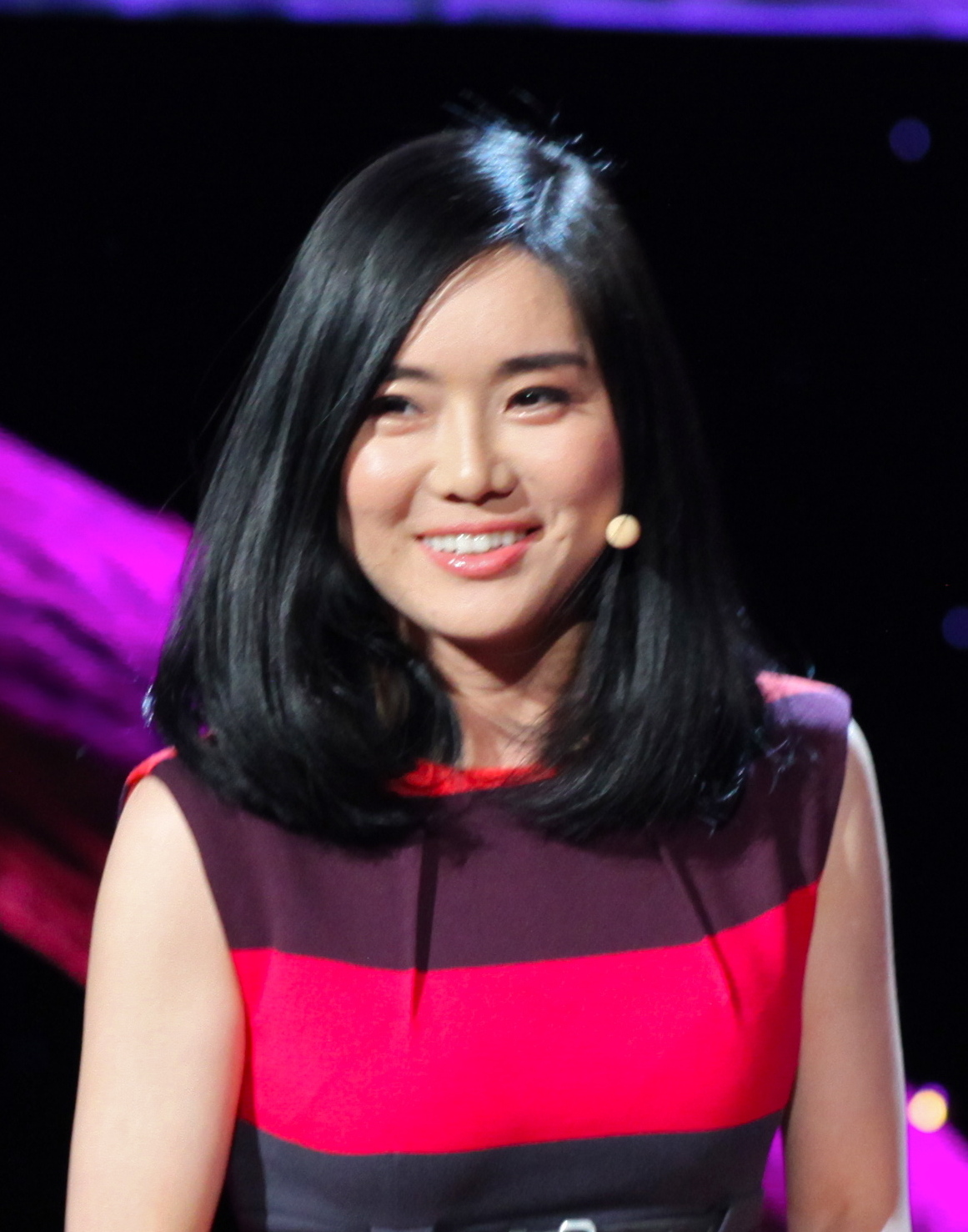
Lee Hyeon-seo, ativista norte-coreana.
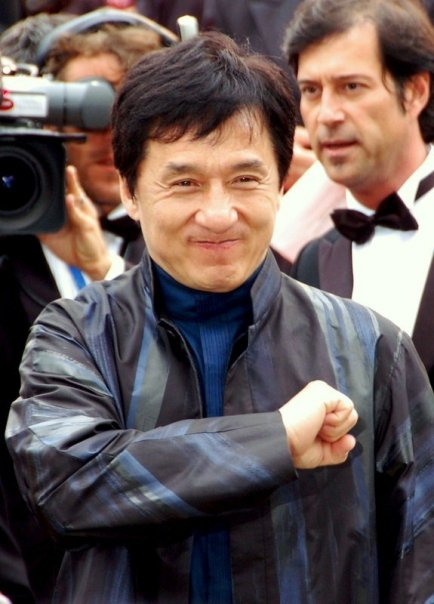
Jackie Chan, ator chinês.
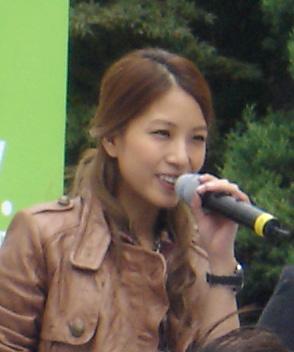
BoA, cantora sul-coreana.
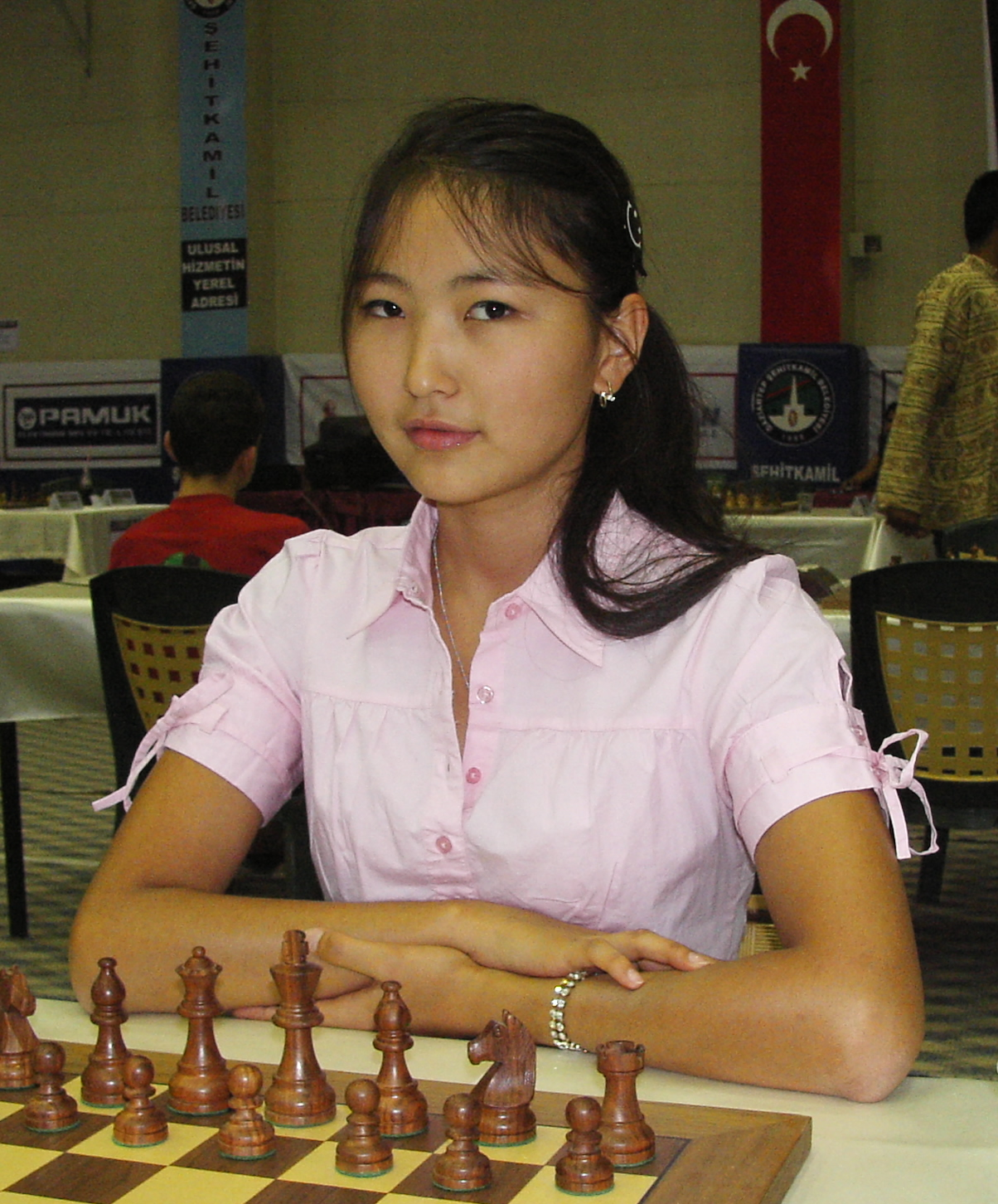
Guliskhan Nakhbayeva, enxadrista cazaque.

## Artigos relacionados
- Demografia Asiática
- Miscigenação
- Brancos
- Negros
- Epicanto
- Genética populacional
- Cor da pele humana